# Porto Marina di Stabia
Il porto Marina di Stabia è un porto turistico tra i più grandi d'Europa, situato a Castellammare di Stabia, al centro del golfo di Napoli.

## Storia
La periferia nord di Castellammare di Stabia, al confine con Torre Annunziata, presso la foce del fiume Sarno, nei decenni passati, fu caratterizzata, da un'alta densità di insediamenti industriali. Con la grave crisi degli anni ottanta però, molte di queste chiusero trasformando il quartiere in un'enorme area dismessa e fatiscente; in particolare a lasciare il segno più tangibile sulla costa nord stabiese fu la chiusura dei Cantieri Metallurgici Italiani.
In seguito, grazie al contratto d'area TESS, nel 2007 fu proprio questa zona a veder sorgere nuovo un porto turistico, riqualificando buona parte della fascia costiera. Oltre ai moli, alle aree di servizio e rimessaggio per le imbarcazioni, erano in progetto anche la costruzione di strutture ricettive, commerciali e di intrattenimento, in modo da riqualificare anche la parte "a terra" dell'ex area industriale, l'inizio dei lavori di queste opere è atteso a breve.
Nel disegno originale sono presenti la costruzione di un albergo a quattro stelle, un centro commerciale, una sala cinematografica, ristoranti e fast food: alcuni di questi progetti sono stati firmati dal grande architetto Massimiliano Fuksas (che ha disegnato anche il progetto per il nuovo lungomare di Castellammare di Stabia, da ricostruire ex novo). Progettato dalla Conti & Associati, i lavori della costruzione del porto cominciarono all'inizio degli anni 2000 e terminarono il 23 giugno 2007. Con i suoi 1400 posti barca è il secondo porto turistico d'Italia, secondo solo ad Aprilia ed uno tra i più grandi d'Europa.

## Dati tecnici
- 1400 posti barca (fino a 100 metri)
- profondità fino a 6 metri
- ormeggi su finger e catenarie in banchina
- parcheggi in aree vigilate per circa 1500 posti
- officina nautica
- darsena per riparazioni
- 3 scali di alaggio e varo
- Trolley lift da 220 e 50 tons

## Localizzazione
Marina di Stabia sorge a pochi km da Pompei e a breve distanza da Napoli, Sorrento e la costiera amalfitana nei pressi dell'ex area industriale di Castellammare di Stabia.

## La bretella autostradale
Sarà realizzata a breve una bretella che collegherà il casello di Castellammare di Stabia, sull'Autostrada A3 Napoli - Salerno, con il porto Marina di Stabia, facilitando così il raggiungimento del polo nautico

## Stazione Marina di Stabia
Frontalmente al porto corre la linea ferroviaria Torre Annunziata - Castellammare di Stabia - Gragnano delle Ferrovie dello Stato: è stato approvato il progetto che prevede la costruzione di una stazione ferroviaria, chiamata Marina di Stabia, situata nei pressi dell'ingresso del porto turistico, sull'area dell'ex stazione di Castellammare Cantieri